# Charlie Dent
Charles "Charlie" Dent, född 24 maj 1960 i Allentown, Pennsylvania, är en amerikansk republikansk politiker. Han representerade delstaten Pennsylvanias femtonde distrikt i USA:s representanthus från 2005 till 2018.
Dent avlade 1982 sin grundexamen i internationell politik vid Pennsylvania State University. Han avlade sedan 1993 sin master vid Lehigh University.
Kongressledamoten Pat Toomey kandiderade utan framgång i republikanernas primärval inför senatsvalet 2004. Dent vann kongressvalet och efterträdde Toomey i representanthuset i januari 2005.
I september 2017, meddelade Dent att han skulle avgå från kongressen och inte söka omval till en annan mandatperiod år 2018. I april 2018, meddelade Dent att han skulle avgå i maj 2018. Han avgick den 12 maj 2018.
Dent är presbyterian. Han och hustrun Pamela har tre barn.